# Бадалкумбура (підрозділ окружного секретаріату)
Підрозділ окружного секретаріату Бадалкумбура — підрозділ окружного секретаріату округу Монерагала, провінція Ува, Шрі-Ланка. Головне місто - Бадалкумбура. Складається з 41 Грама Ніладхарі.

## Демографія
| Кількість Грама Ніладхарі | Населення (2012) | Площа (км2) | Густота населення (/км2) | Села |
| ------------------------- | ---------------- | ----------- | ------------------------ | ---- |
| 41                        | 40103            | 230         | 174                      | 189  |